# Dacus brevis
Dacus brevis är en tvåvingeart som beskrevs av Daniel William Coquillett 1901. Dacus brevis ingår i släktet Dacus och familjen borrflugor. Inga underarter finns listade i Catalogue of Life.